# Бивер (Јута)
Бивер (енгл. Beaver) град је у америчкој савезној држави Јута.

## Демографија
По попису из 2010. године број становника је 3.112, што је 658 (26,8%) становника више него 2000. године.
| Група             | 2000.         | 2010.         |
| Белци             | 2.283 (93,0%) | 2.627 (84,4%) |
| Афроамериканци    | 0 (0,0%)      | 5 (0,2%)      |
| Азијати           | 4 (0,2%)      | 53 (1,7%)     |
| Хиспаноамериканци | 124 (5,1%)    | 376 (12,1%)   |
| Укупно            | 2.454         | 3.112         |